# Bibliothèque Božidar-Kantušer
La Bibliothèque Božidar-Kantušer, anciennement nommée Bibliothèque internationale de musique contemporaine (BIMC), était une association à but non lucratif (loi de 1901). Elle fut créée en 1968 afin de promouvoir la musique contemporaine en favorisant l'accès aux partitions éditées et inédites du monde entier. Dans ce but, la bibliothèque centralise (sans parti pris esthétique) et répertorie ces partitions, puis facilite leur découverte par voie informatique. À sa création l'association fut subventionnée par la Ville de Fontainebleau et par le ministère de la Culture, puis par la Ville de Paris et par le ministère de la Culture. Depuis 2006, la collection de partitions et d'enregistrements (plus de 24 500 documents en 2012) est accessible à la médiathèque Hector-Berlioz et par son OPAC.

## Buts
« La dispersion des partitions de la musique de notre temps chez les divers éditeurs à travers le monde et, plus encore, le fait que la plupart d'entre elles restent à l'état de manuscrit représente un obstacle pratiquement insurmontable pour quiconque veut se faire une idée exacte de la production musicale contemporaine. Seule une association des intéressés eux-mêmes, c'est-à-dire les compositeurs et les éditeurs de musique en premier lieu, soutenus par les interprètes et les autres professionnels de la musique pourraient parvenir à surmonter cet obstacle. » (extrait d'un bulletin de la BIMC).

## Moyens

### Centralisation et informatisation
Afin de permettre la consultation des œuvres déposées et afin d'établir la base de données nécessaire à la distribution d'informations, la bibliothèque se propose de centraliser les œuvres éditées et inédites de la musique contemporaine (à partir du XXe siècle) ainsi que leurs enregistrements. Le dépôt de partitions et d'enregistrements est ouvert à tous/toutes compositeurs, sans parti pris esthétique, à l'exclusion des pièces vouées uniquement à l'éducation. La bibliothèque relance régulièrement les compositeurs et les éditeurs quant au dépôt de leurs œuvres, insistant sur l'importance promotionnelle d'un tel dépôt. Dans un effort de pluri-centralisation, de créer plusieurs lieux de consultation, il fut demandé pendant quelques années aux compositeurs et éditeurs de déposer plusieurs exemplaires de chaque partition. Des pourparlers de collaboration furent en cours avec le Lincoln Center aux États-Unis, et l'effort fut réalisé de 1975 à 1985 sous forme d'un second centre en Slovénie (l'idée fut reprise en 1999, puis abandonnée).

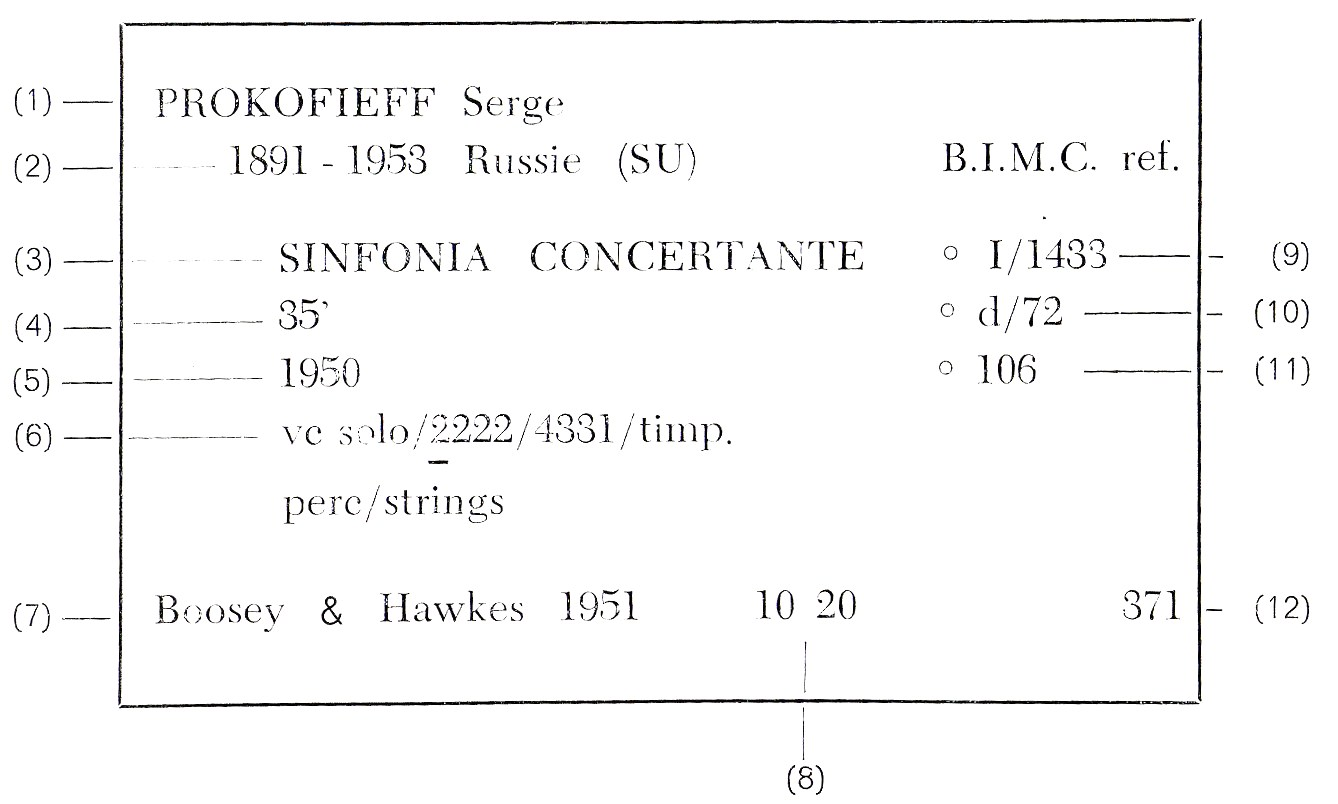
Exemple annoté d'une fiche de la BIMC

Pour chaque œuvre déposée, une fiche était établie et imprimée en nombre. Afin de permettre le classement multiple de chaque fiche, la base de données pour chaque partition déposée comportait les informations suivantes : nom et prénom du compositeur, année et pays de naissance ainsi que nationalité, titre de l'œuvre, durée, année de composition, instrumentation nomenclaturée, éventuellement l'éditeur et l'année d'édition. Par la suite les données apparurent dans des catalogues imprimés, puis elles furent saisies par le site de la médiathèque Hector-Berlioz. Par ailleurs, un dossier biographique est créé pour chaque compositeur et rendu accessible. Toutes les informations n'étant souvent pas précisées dans les partitions, l'obtention de toutes les données nécessaires à l'établissement d'une entrée est une des tâches majeures de l'association.

### Diffusion
La distribution de données permettant une information objective et complète sur les œuvres contemporaines se fait de nos jours grâce à l'OPAC du site de la médiathèque Hector-Berlioz. Auparavant, des catalogues imprimés, présentés en deux volumes classés l'un par instrumentation, l'autre par ordre alphabétique des compositeurs étaient réimprimés régulièrement et envoyés aux abonnés de par le monde. Ils tinrent et tiennent encore une place importante dans les bibliothèques musicales (universitaires ou publiques) aux États-Unis, au Canada, en Europe, en Australie et au Japon. À l'origine (dès 1968), la diffusion d'informations se faisait par l'envoi de fichiers aux abonnés, permettant multiples approches et une mise à jour régulière. Les sept fichiers proposés aux abonnés étaient classés par ordre alphabétique des compositeurs, instrumentation, nationalité du compositeur puis ordre alphabétique, nationalité du compositeur puis instrumentation, durée de l'œuvre, année de composition, éditeurs (les œuvres inédites par instrumentation). Une même fiche, imprimée en nombre et correspondant à une partition se trouvait ainsi dans sept fichiers différents, permettant de découvrir chaque œuvre par sept accès différents. Les intéressés s'abonnaient à un ou plusieurs fichiers de leur choix, mettant leurs fichiers à jour au fur et à mesure des envois de nouvelles fiches. L'envoi de nouvelles fiches aux abonnés se faisait suivant le dépôt de nouvelles œuvres à la bibliothèque.

## Historique
Lors de sa création en 1968, nombreux compositeurs parmi lesquels Henri Dutilleux, André Jolivet, Darius Milhaud et Henri Sauguet apportèrent leur soutien écrit à la bibliothèque. Elle bénéficia aussi d'une presse de lancement favorable, notamment dans Les Lettres françaises ou avec Combat saluant l'heureuse initiative. Sous peu, nombreuses institutions musicales de par le monde entier commencèrent à suivre avec intérêt le développement de l'association. Le premier siège social de la BIMC fut à Fontainebleau. Elle y occupa le premier étage de la villa Lavaurs, le sous-sol en abritant des services techniques tels un studio d'enregistrement ou une presse. Au début des années 1970 le siège social fut transféré à Paris. Jusqu'en 2002, la bibliothèque occupa deux étages d'une annexe de la Cité internationale des arts sur les quais de la Seine, puis déménagea au CNR, rue de Madrid. Depuis 2006 la bibliothèque fait partie intégrante de la médiathèque Hector-Berlioz, au CNSMDP. Elle fut renommée bibliothèque Božidar-Kantušer en l'honneur du compositeur Božidar Kantušer, l'un des membres fondateurs et son directeur de 1968 à 1999. Les autres membres fondateurs titulaires de l'association sont Léon Barzin, Louis-Noël Belaubre, Jacques Phytilis, Jean-Jacques Werner, Pierre Wissmer, Didier Duclos.

## Sources
- IAML Electronic Newsletter No. 31, April 2009 - analyse par Dominique Hausfater
- Compte rendu par Dominique Hausfater (Conférence IAML-IAMIC-IASA 2006 (paragraphe 4) à l’intention du groupe français de l’AIBM)
- Présentation de la Bibliothèque Božidar Kantušer, sur l'ex site de la Médiathèque Hector Berlioz
- Ex recherche de la Médiathèque Hector-Berlioz (voir Collections)